# Candida (sang)
 For alternative betydninger, se Candida (slægt).
"Candida" er en amerikansk sang skrevet af Irwin Levine og Tony Wine. Den blev i 1970 det første hit for gruppen Dawn og nåede førstepladsen på hitlister flere steder i verden, blandt andet i Sverige, Spanien, Malaysia og Brasilien. 
Sangen blev kopieret af flere andre kunstnere, blandt andre Andy Williams og Ray Conniff. Der blev ligeledes lavet oversatte versioner af sangen, blandt andet en dansk version med titlen "Karina", som blev et dansktop-hit med Ulla Pia.
| Musik | Spire Denne musikartikel er en spire som bør udbygges. Du er velkommen til at hjælpe Wikipedia ved at udvide den. |